# Bell P-59
Die Bell P-59 Airacomet war das erste US-amerikanische Strahlflugzeug.

## Geschichte
Nachdem die Konstruktionszeichnungen von Whittles Turbine in die USA gelangten, wurde General Electric mit dem Bau des Triebwerks beauftragt; Bell bewarb sich um den Bau der Zelle. Das Projekt stand unter äußerster Geheimhaltung – der Prototyp wurde am Boden sogar mit einer Propellerattrappe aus Balsaholz versehen, um zufällige Beobachter in die Irre zu führen. Schon die Bezeichnung „P-59“ stellte einen Teil der Geheimhaltungsbemühungen dar – ursprünglich war die „XP-59“ ein Kolbenjägerprojekt.
Diese Geheimhaltung hatte allerdings den Nachteil, dass nur auf begrenzte Ressourcen zurückgegriffen werden konnte; so konnte man beispielsweise nicht die Windkanäle des National Advisory Committee for Aeronautics (NACA) benutzen. Die Leistungen des Musters reichten dann auch bei Weitem nicht an die deutschen und britischen Konkurrenzmuster heran. Die US-Army bestellte lediglich 100 Exemplare, es wurden aber nur 20 P-59A und 30 P-59B gebaut; mit der P-80 von Lockheed stand bereits ein wesentlich besseres Flugzeug zur Verfügung.
Der Erstflug der XP-59A, die von zwei Strahltriebwerken General Electric Typ 1A angetrieben wurde, fand am 1. Oktober 1942 in Muroc Dry Lake statt. Es folgen zwei weitere Maschinen des gleichen Typs. Es wurden insgesamt 66 Flugzeuge von der USAAF abgenommen: 1 im Jahre 1943, 36 im Jahre 1944 und 29 im Jahre 1945. Die ersten Flugzeuge der Kleinserie wurden im Juli 1944 ausgeliefert, die letzten im Mai 1945.
1942 wurde das Flugzeug von der Besatzung einer Lockheed P-38 im Flug beobachtet; als sie nach der Rückkehr von einem „Flugzeug ohne Propeller“ berichtete, glaubte niemand die Geschichte.
2006 wurde in den USA nach zehnjähriger Restaurierung eine P-59 der Öffentlichkeit vorgestellt.

## Technische Daten

Bell P-59A Airacomet

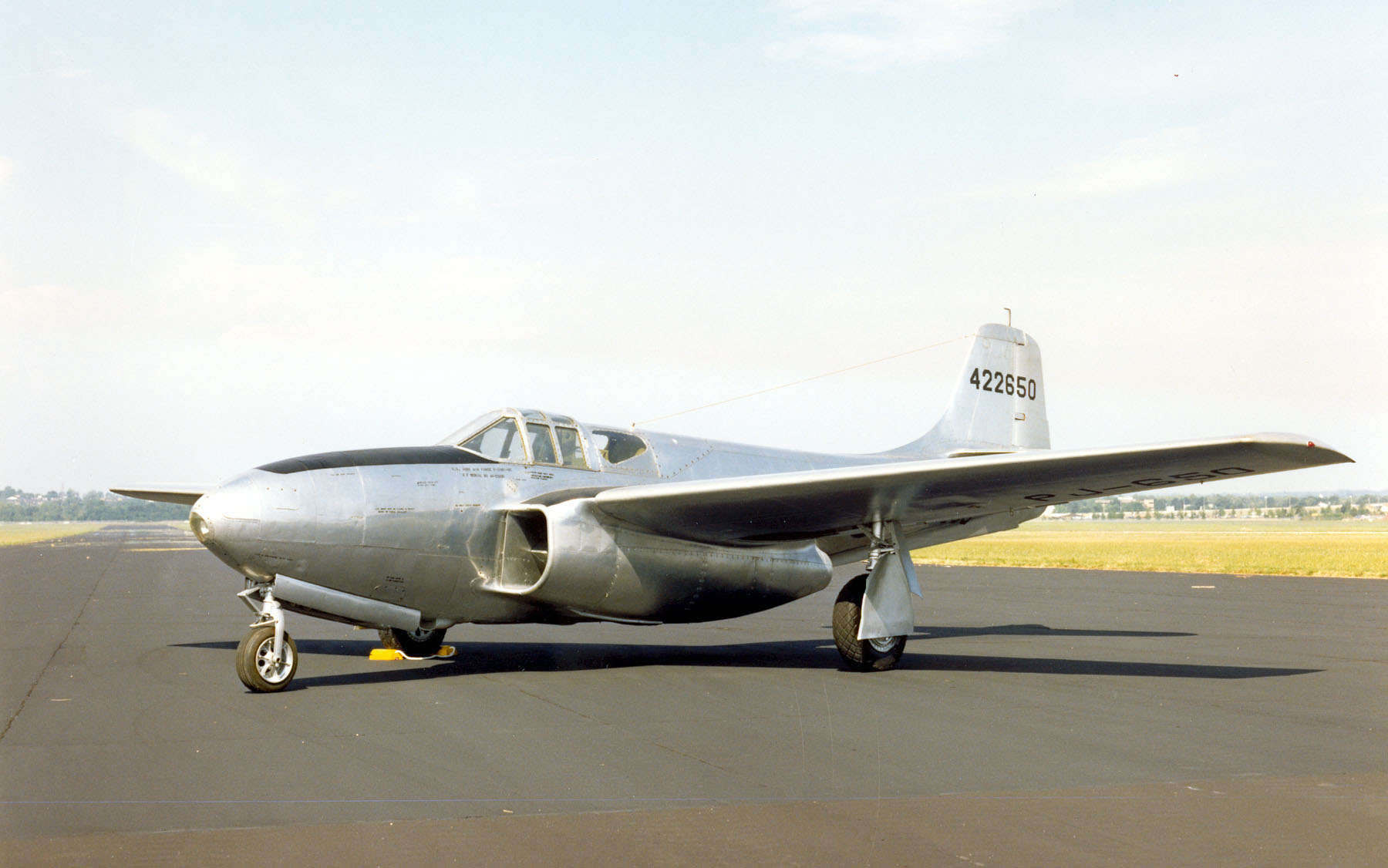
Bell P-59B Airacomet

| Kenngröße             | Daten der Bell P-59A                                             | Daten der Bell P-59B                                             |
| --------------------- | ---------------------------------------------------------------- | ---------------------------------------------------------------- |
| Besatzung             | 1                                                                | 1                                                                |
| Länge                 | 11,63 m                                                          | 11,63 m                                                          |
| Spannweite            | 13,87 m                                                          | 13,87 m                                                          |
| Höhe                  | 3,66 m                                                           | 3,66 m                                                           |
| Flügelfläche          | 35,84 m²                                                         | 35,84 m²                                                         |
| Flügelstreckung       | 5,4                                                              | 5,4                                                              |
| Leermasse             | 3610 kg                                                          | 3704 kg                                                          |
| max. Startmasse       | 5760 kg                                                          | 6214 kg                                                          |
| Antrieb               | zwei Strahltriebwerke General Electric J31-GE-3; je 8,9 kN Schub | zwei Strahltriebwerke General Electric J31-GE-3; je 8,9 kN Schub |
| Höchstgeschwindigkeit | 671 km/h in 9150 m Höhe                                          | 658 km/h in 9150 m Höhe                                          |
| Dienstgipfelhöhe      | 14.080 m                                                         | 14.080 m                                                         |
| Reichweite            | 837 km (mit zwei Reservetanks)                                   | 644 km (mit Reservetanks)                                        |
| Bewaffnung            | eine 37-mm-Kanone, drei 12,7-mm-MG                               | eine 37-mm-Kanone, drei 12,7-mm-MG                               |